# Mionochroma novella
Mionochroma novella là một loài bọ cánh cứng trong họ Cerambycidae.